# Lamprophis
Genre
Lamprophis est un genre de serpents de la famille des Lamprophiidae. 

## Répartition
Les sept espèces de ce genre se rencontrent en Afrique australe et en Afrique de l'Est.

## Liste d'espèces
Selon The Reptile Database (11 septembre 2014) :
- Lamprophis abyssinicus Mocquard, 1906
- Lamprophis aurora (Linnaeus, 1758)
- Lamprophis erlangeri (Sternfeld, 1908)
- Lamprophis fiskii Boulenger, 1887
- Lamprophis fuscus Boulenger, 1893
- Lamprophis geometricus (Schlegel, 1837)
- Lamprophis guttatus (Smith, 1843)

## Publication originale
- Fitzinger, 1843 : Systema Reptilium, fasciculus primus, Amblyglossae. Braumüller et Seidel, Wien, p. 1-106. (texte intégral).